# Epiphragma (Epiphragma) annulicorne
Epiphragma (Epiphragma) annulicorne is een tweevleugelige uit de familie steltmuggen (Limoniidae). De soort komt voor in het Neotropisch gebied.